# Malania oleifera
Malania oleifera là một loài thực vật có hoa trong họ Olacaceae. Loài này được Chun & S.K. Lee mô tả khoa học đầu tiên năm 1980.